# ماسیمو برامباتی
ماسیمو برامباتی (انگلیسی: Massimo Brambati؛ زادهٔ ۲۹ ژوئن ۱۹۶۶) بازیکن فوتبال اهل ایتالیا است.
از باشگاه‌هایی که در آن بازی کرده‌است می‌توان به باشگاه فوتبال تورینو، باشگاه فوتبال باری، باشگاه فوتبال امپولی، باشگاه فوتبال پالرمو، و باشگاه فوتبال ترنانا اشاره کرد.
وی همچنین در تیم‌های ملی فوتبال زیر ۲۱ سال ایتالیا و Italy national under-23 football team بازی کرده‌است.